# 397800 Costaillobera
397800 Costaillobera è un asteroide della fascia principale esterna. Scoperto nel 2008, presenta un'orbita caratterizzata da un semiasse maggiore pari a 3,203143 UA e da un'eccentricità di 0,174628, inclinata di 12,719919° rispetto all'eclittica. Ha un diametro di 4,500 km e un'albedo di 0,055.
È dedicato a Miguel Costa y Llobera, poeta e presbitero spagnolo, di lingua catalana.